# 大西勝明
大西 勝明（おおにし かつあき、1943年12月28日 - 2022年1月23日）は、日本の経営学者、専修大学名誉教授。
小豆島生まれ、本籍徳島県。1971年専修大学大学院経済学研究科博士課程単位取得退学。パリ第10大学に学ぶ。専修大学商学部助教授、1981年教授。2013年「日本情報産業分析 日・韓・中の新しい可能性の追究」で専修大学商学博士。2014年定年退職し、名誉教授となる。日本経済学会連合理事、アジア経営学会名誉会長。

## 著書
- 『現代企業分析』時潮社 1980
- 『高度情報化社会の企業論』森山書店 1988
- 『日本半導体産業論 日米再逆転の構図』森山書店 1994
- 『大競争下の情報産業 アメリカ主導の世界標準に対抗する日本企業の選択』中央経済社 1998
- 『日本情報産業分析 日・韓・中の新しい可能性の追究』唯学書房 2011

### 共編著
- 『日立・東芝 ハイテク摩擦に直面する電機メーカー』大橋英五共著 大月書店 日本のビッグ・ビジネス 1990
- 『任天堂・セガ エンターテインメント産業の躍進と大競争』逸見啓共著 大月書店 日本のビッグ・ビジネス 1997
- 『グローバル企業の経営戦略』藤本光夫共編著 ミネルヴァ書房 叢書現代経営学 1999
- 『日本の産業構造 ポスト冷戦期の展開』二瓶敏共編 青木書店 1999
- 『情報通信 グローバル化する21世紀のデジタル・インダストリー』井上照幸,山下東子共著 大月書店 日本のビッグ・インダストリー 2000
- 『東芝』面澤淳市,高橋潤一郎共著 出版文化社 出版文化社新書 リーディング・カンパニーシリーズ　2008
- 『日本産業のグローバル化とアジア』編著 文理閣 2015

## 論文
- <大西勝明